# Camélia Ntoutoume
Camélia Ntoutoumé, née le 26 avril 1981 à Libreville au Gabon, est une femme politique gabonaise. Elle est ministre de l'Éducation nationale dans le gouvernement de transition sous la présidence de Brice Clotaire Oligui Nguema.

## Biographie

### Jeunesse et formation
Camélia Ntoutoumé est la fille de l'ancien maire de Libreville Martial Lubin Ntoutoume Obame et la cadette de sa fratrie,,.
Elle fait sa scolarité au Gabon jusqu'à l'obtention de son baccalauréat. Elle poursuit son cursus en France où elle complète ses études par un BTS en « Action commerciale » et un master en « Gestion managériale » à l'ESARC-CEFIRE d'Aix-en-Provence. Elle obtient ensuite deux diplômes de l’Institut d'études politiques d'Aix-en-Provence : « Ingénierie politique » et « Politique comparée » option Chine. Enfin, elle obtient le diplôme de l'école de communication du CELSA Sorbonne Université et de l'École nationale d'administration de France.
En 2010, elle regagne le Gabon avec mari et enfants. 

### Parcours politique
En 2012, elle est nommée conseiller-chef de département « Communication » au cabinet du Premier ministre. En 2014, elle devient conseiller à la Primature, chargée de la direction de l'information gouvernementale.
Elle fait son entrée au gouvernement en 2020, au ministère de l'Enseignement supérieur, de la Recherche scientifique, du Transfert de technologies, de l'Éducation nationale, chargé de la Formation civique, en tant que ministre délégué.   
En mars 2022, elle est nommée ministre de l'Éducation nationale, chargé de la Formation civique sous les magistères successifs de Rose Christiane Ossouka et Alain Claude Bilie By Nze, au cours du dernier mandat du Président Ali Bongo Ondimba .
Le 9 septembre 2023, elle est reconduite au même poste par le Comité pour la transition et la restauration des institutions au sein du gouvernement de transition de Raymond Ndong Sima.
Le 5 mai 2025, elle est reconduite comme ministre d’État, ministre de l’Éducation nationale, de l’Instruction civique et de la Formation professionnelle . 

#### Parti démocratique gabonais
Camélia est une figure du Parti démocratique gabonais, parti politique longtemps au pouvoir. Le 9 mars 2022, elle devient membre du Comité permanent au bureau politique du PDG pour la province de l’Estuaire, nommée par Ali Bongo, alors président du parti.